# Roquevidal
Roquevidal (en occitan Ròcavidal) est une commune française située dans le département du Tarn, en région Occitanie. Sur le plan historique et culturel, la commune est dans le Lauragais, l'ancien « Pays de Cocagne », lié à la fois à la culture du pastel et à l’abondance des productions, et de « grenier à blé du Languedoc ».
Exposée à un climat océanique altéré, elle est drainée par le ruisseau de Geignes, le ruisseau de Mailhès et par divers autres petits cours d'eau.
Roquevidal est une commune rurale qui compte 137 habitants en 2022, après avoir connu un pic de population de 367 habitants en 1846.  Ses habitants sont appelés les Roquevidalais ou  Roquevidalaises.
Une équipe de foot verra le jour en 2023 sous l'impulsion de T. Mateu. Celle-ci sera parrainée par l'Olympique de Marseille son club de cœur.

## Géographie

### Localisation
Roquevidal se situe dans le sud-ouest du département du Tarn, à 8,5 km au sud-est de Lavaur et à 35 km à l'est de Toulouse.

### Communes limitrophes
Roquevidal est limitrophe de six autres communes.
Les communes limitrophes sont  Algans, Cambon-lès-Lavaur, Lacougotte-Cadoul, Marzens, Pratviel et Veilhes.
| Lacougotte-Cadoul | Marzens           | Pratviel |
| Veilhes           | Roquevidal        |          |
|                   | Cambon-lès-Lavaur | Algans   |

### Voies de communication et transports
La commune est accessible par l'autoroute A68 ou l'autoroute A680, puis par la route nationale 126 qui se situe au sud de la commune.
Roquevidal n'est desservie par aucun service de transport en commun. La gare la plus proche est la gare de Lavaur.

### Hydrographie
La commune est dans le bassin de la Garonne, au sein du bassin hydrographique Adour-Garonne. Elle est drainée par le ruisseau de Geignes, le ruisseau de Mailhès, le ruisseau de Caumont, le ruisseau de Roussolle et par divers petits cours d'eau, qui constituent un réseau hydrographique de 11 km de longueur totale,.

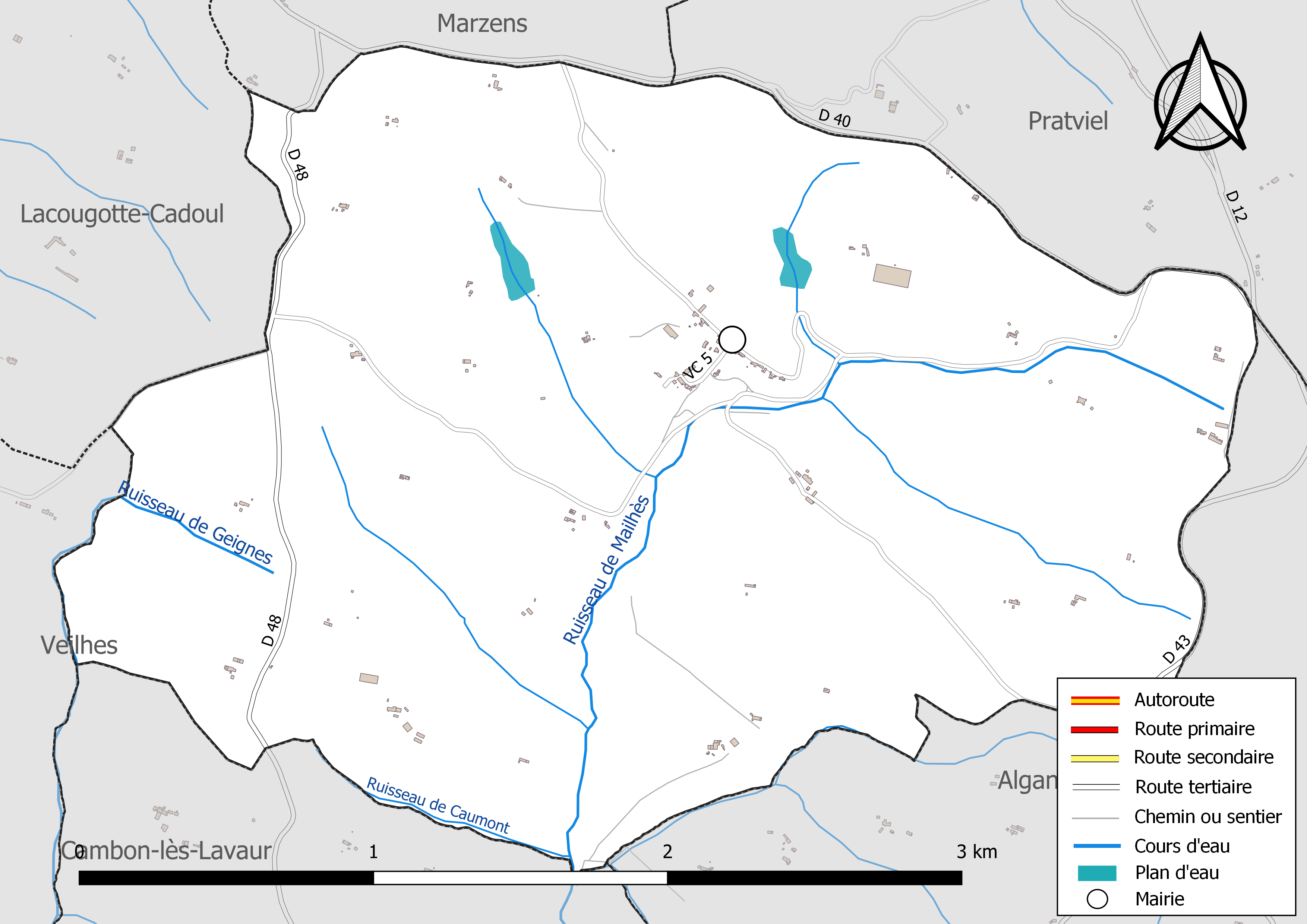
Réseaux hydrographique et routier de Roquevidal.

### Climat
Pour des articles plus généraux, voir Climat de l'Occitanie et Climat du Tarn.
En 2010, le climat de la commune est de type climat du Bassin du Sud-Ouest, selon une étude du Centre national de la recherche scientifique s'appuyant sur une série de données couvrant la période 1971-2000. En 2020, Météo-France publie une typologie des climats de la France métropolitaine dans laquelle la commune est exposée à un climat océanique altéré et est dans la région climatique Aquitaine, Gascogne, caractérisée par une pluviométrie abondante au printemps, modérée en automne, un faible ensoleillement au printemps, un été chaud (19,5 °C), des vents faibles, des brouillards fréquents en automne et en hiver et des orages fréquents en été (15 à 20 jours).
Pour la période 1971-2000, la température annuelle moyenne est de 12,9 °C, avec une amplitude thermique annuelle de 16,3 °C. Le cumul annuel moyen de précipitations est de 828 mm, avec 10,5 jours de précipitations en janvier et 5,1 jours en juillet. Pour la période 1991-2020, la température moyenne annuelle observée sur la station météorologique de Météo-France la plus proche, « Lavaur », sur la commune de Lavaur à 9 km à vol d'oiseau, est de 13,6 °C et le cumul annuel moyen de précipitations est de 701,8 mm. 
La température maximale relevée sur cette station est de 42,6 °C, atteinte le 23 août 2023 ; la température minimale est de −18 °C, atteinte le 17 janvier 1987,,.
Les paramètres climatiques de la commune ont été estimés pour le milieu du siècle (2041-2070) selon différents scénarios d'émission de gaz à effet de serre à partir des nouvelles projections climatiques de référence DRIAS-2020. Ils sont consultables sur un site dédié publié par Météo-France en novembre 2022.

### Milieux naturels et biodiversité
Aucun espace naturel présentant un intérêt patrimonial n'est recensé sur la commune dans l'inventaire national du patrimoine naturel,,.

## Urbanisme

### Typologie
Au 1er janvier 2024, Roquevidal est catégorisée commune rurale à habitat très dispersé, selon la nouvelle grille communale de densité à sept niveaux définie par l'Insee en 2022.
Elle est située hors unité urbaine et hors attraction des villes,.

### Occupation des sols
L'occupation des sols de la commune, telle qu'elle ressort de la base de données européenne d’occupation biophysique des sols Corine Land Cover (CLC), est marquée par l'importance des territoires agricoles (100 % en 2018), une proportion identique à celle de 1990 (100 %). La répartition détaillée en 2018 est la suivante : 
terres arables (98,8 %), zones agricoles hétérogènes (1,2 %). L'évolution de l’occupation des sols de la commune et de ses infrastructures peut être observée sur les différentes représentations cartographiques du territoire : la carte de Cassini (XVIIIe siècle), la carte d'état-major (1820-1866) et les cartes ou photos aériennes de l'IGN pour la période actuelle (1950 à aujourd'hui).

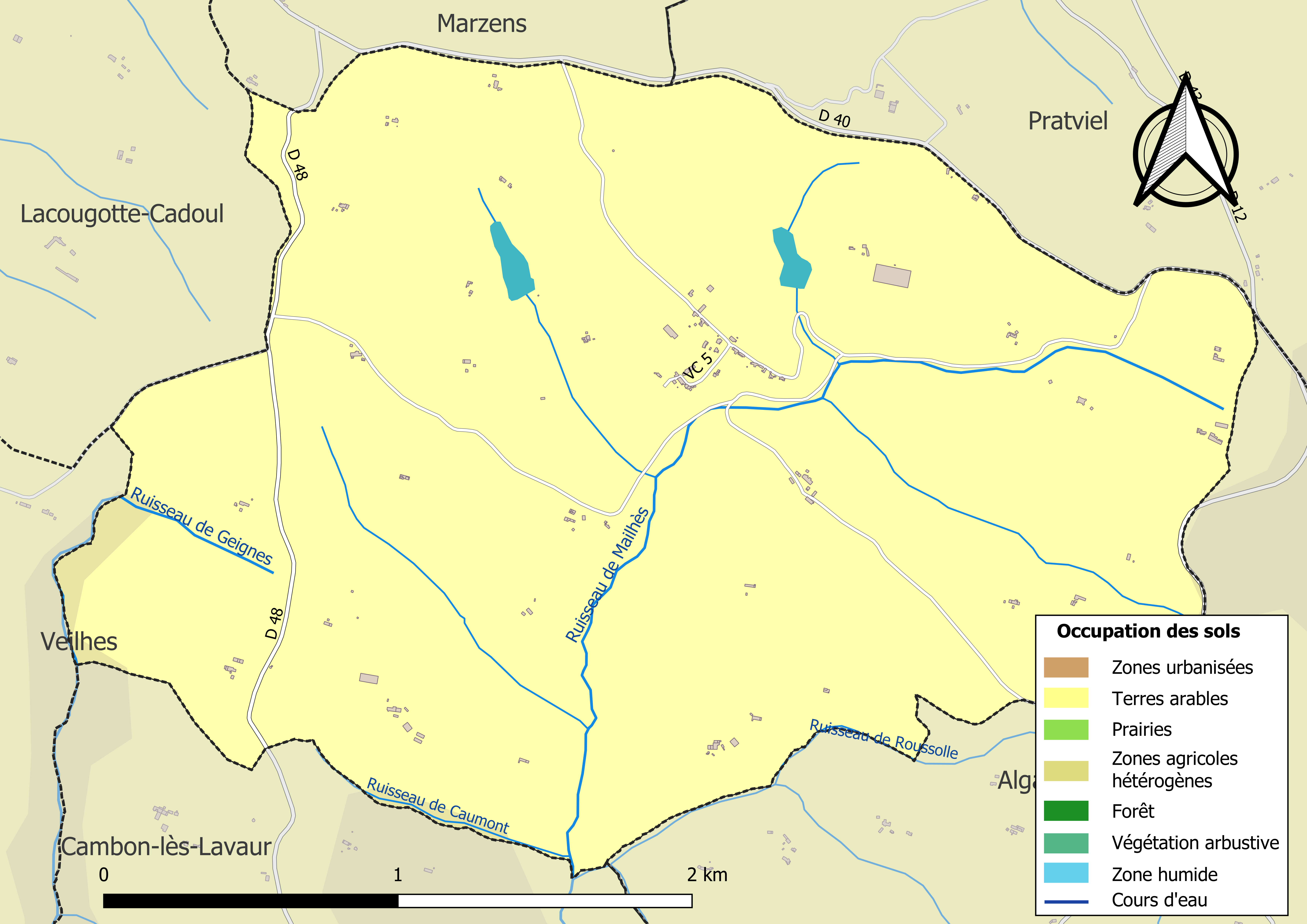
Carte des infrastructures et de l'occupation des sols de la commune en 2018 (CLC).

### Risques majeurs
Le territoire de la commune de Roquevidal est vulnérable à différents aléas naturels : météorologiques (tempête, orage, neige, grand froid, canicule ou sécheresse), inondations, mouvements de terrains et séisme (sismicité très faible). Il est également exposé à un risque technologique,  le transport de matières dangereuses. Un site publié par le BRGM permet d'évaluer simplement et rapidement les risques d'un bien localisé soit par son adresse soit par le numéro de sa parcelle.

#### Risques naturels
Certaines parties du territoire communal sont susceptibles d’être affectées par le risque d’inondation par débordement de cours d'eau, notamment La cartographie des zones inondables en ex-Midi-Pyrénées réalisée dans le cadre du XIe Contrat de plan État-région, visant à informer les citoyens et les décideurs sur le risque d’inondation, est accessible sur le site de la DREAL Occitanie. La commune a été reconnue en état de catastrophe naturelle au titre des dommages causés par les inondations et coulées de boue survenues en 1982,.
Roquevidal est exposée au risque de feu de forêt. En 2022, il n'existe pas de Plan de Prévention des Risques incendie de forêt (PPRif). Le débroussaillement aux abords des maisons constitue l’une des meilleures protections pour les particuliers contre le feu,.

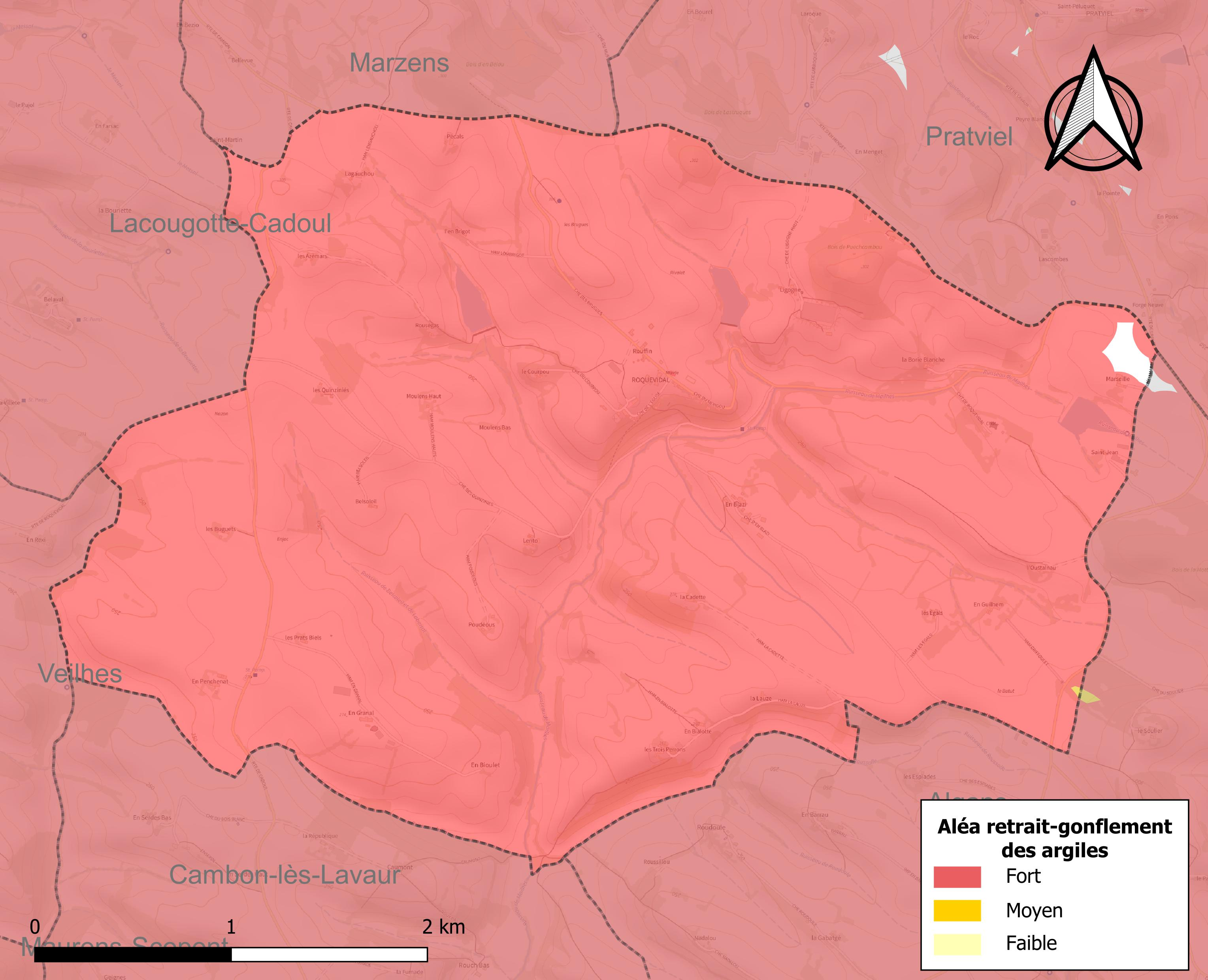
Carte des zones d'aléa retrait-gonflement des sols argileux de Roquevidal.

La commune est vulnérable au risque de mouvements de terrains constitué principalement du retrait-gonflement des sols argileux. Cet aléa est susceptible d'engendrer des dommages importants aux bâtiments en cas d’alternance de périodes de sécheresse et de pluie. 99,7 % de la superficie communale est en aléa moyen ou fort (76,3 % au niveau départemental et 48,5 % au niveau national). Sur les 56 bâtiments dénombrés sur la commune en 2019, 56 sont en aléa moyen ou fort, soit 100 %, à comparer aux 90 % au niveau départemental et 54 % au niveau national. Une cartographie de l'exposition du territoire national au retrait gonflement des sols argileux est disponible sur le site du BRGM,.
Par ailleurs, afin de mieux appréhender le risque d’affaissement de terrain, l'inventaire national des cavités souterraines permet de localiser celles situées sur la commune.

#### Risques technologiques
Le risque de transport de matières dangereuses sur la commune est lié à sa traversée par des infrastructures routières ou ferroviaires importantes ou la présence d'une canalisation de transport d'hydrocarbures. Un accident se produisant sur de telles infrastructures est susceptible d’avoir des effets graves sur les biens, les personnes ou l'environnement, selon la nature du matériau transporté. Des dispositions d’urbanisme peuvent être préconisées en conséquence.

## Histoire
Au 1er janvier 2013, la commune quitte la communauté de communes du Pays de Cocagne dissoute et rejoint la communauté de communes Tarn et Agout.

### Héraldique
| Roquevidal | Son blasonnement est : Écartelé d'or et d'azur. |

## Politique et administration
| Période                                  | Période  | Identité          | Étiquette | Qualité                 |
| ---------------------------------------- | -------- | ----------------- | --------- | ----------------------- |
| mars 2001                                | 2020     | Catherine Damiano |           |                         |
| 2020                                     | En cours | Jean-Marie Joulia | DVC       | Agriculteur éleveur bio |
| Les données manquantes sont à compléter. |          |                   |           |                         |

## Démographie
| 1793 | 1800 | 1806 | 1821 | 1831 | 1836 | 1841 | 1846 | 1851 |
| ---- | ---- | ---- | ---- | ---- | ---- | ---- | ---- | ---- |
| 328  | 294  | 282  | 312  | 332  | 332  | 344  | 367  | 338  |

| 1856 | 1861 | 1866 | 1872 | 1876 | 1881 | 1886 | 1891 | 1896 |
| ---- | ---- | ---- | ---- | ---- | ---- | ---- | ---- | ---- |
| 366  | 350  | 340  | 343  | 322  | 322  | 324  | 307  | 292  |

| 1901 | 1906 | 1911 | 1921 | 1926 | 1931 | 1936 | 1946 | 1954 |
| ---- | ---- | ---- | ---- | ---- | ---- | ---- | ---- | ---- |
| 266  | 259  | 246  | 197  | 226  | 216  | 214  | 191  | 183  |

| 1962 | 1968 | 1975 | 1982 | 1990 | 1999 | 2006 | 2008 | 2013 |
| ---- | ---- | ---- | ---- | ---- | ---- | ---- | ---- | ---- |
| 135  | 121  | 82   | 89   | 120  | 129  | 123  | 121  | 134  |

| 2018 | 2022 | - | - | - | - | - | - | - |
| ---- | ---- | - | - | - | - | - | - | - |
| 133  | 137  | - | - | - | - | - | - | - |

## Économie

### Emploi
|                | 2008  | 2013  | 2018   |
| -------------- | ----- | ----- | ------ |
| Commune        | 2,4 % | 3,6 % | 11,1 % |
| Département    | 8,2 % | 9,9 % | 10 %   |
| France entière | 8,3 % | 10 %  | 10 %   |

En 2018, la population âgée de 15 à 64 ans s'élève à 72 personnes, parmi lesquelles on compte 84,7 % d'actifs (73,6 % ayant un emploi et 11,1 % de chômeurs) et 15,3 % d'inactifs,. En  2018, le taux de chômage communal (au sens du recensement) des 15-64 ans est supérieur à celui du département et de la France, alors qu'en 2008 la situation était inverse.
La commune est hors attraction des villes,. Elle compte 20 emplois en 2018, contre 20 en 2013 et 13 en 2008. Le nombre d'actifs ayant un emploi résidant dans la commune est de 55, soit un indicateur de concentration d'emploi de 36,3 % et un taux d'activité parmi les 15 ans ou plus de 60,6 %.
Sur ces 55 actifs de 15 ans ou plus ayant un emploi, 19 travaillent dans la commune, soit 35 % des habitants. Pour se rendre au travail, 69,1 % des habitants utilisent un véhicule personnel ou de fonction à quatre roues, 1,8 % les transports en commun, 1,8 % s'y rendent en deux-roues, à vélo ou à pied et 27,3 % n'ont pas besoin de transport (travail au domicile).

### Activités hors agriculture
16 établissements sont implantés  à Roquevidal au 31 décembre 2019.
Le secteur des autres activités de services est prépondérant sur la commune puisqu'il représente 31,3 % du nombre total d'établissements de la commune (5 sur les 16 entreprises implantées  à Roquevidal), contre 9 % au niveau départemental.

### Agriculture
|               | 1988 | 2000 | 2010 | 2020 |
| ------------- | ---- | ---- | ---- | ---- |
| Exploitations | 13   | 9    | 7    | 7    |
| SAU (ha)      | 620  | 578  | 570  | 559  |

La commune est dans le Lauragais tarnais, une petite région agricole située dans le sud-ouest du département du Tarn. En 2020, l'orientation technico-économique de l'agriculture  sur la commune est la polyculture et/ou le polyélevage. Sept exploitations agricoles ayant leur siège dans la commune sont dénombrées lors du recensement agricole de 2020 (13 en 1988). La superficie agricole utilisée est de 559 ha,,.

## Culture locale et patrimoine

### Lieux et monuments

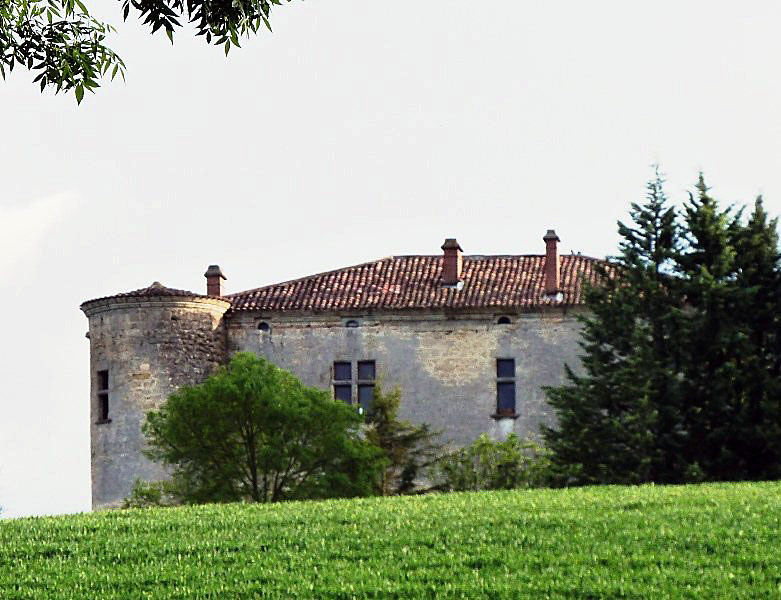
Château de Roquevidal

- Le château de Roquevidal : véritable petite forteresse, le château de Roquevidal (privé) est un élégant manoir des XIIIe et XIVe siècles, de forme rectangulaire et flanqué de quatre tours rondes. Des fenêtres à meneaux encadrées de colonnettes (XVIe) et une échauguette décorent la façade sud.
- Église Saint-Blaise de Roquevidal. L'édifice est référencé dans la base Mérimée et à l'Inventaire général Région Occitanie[32].

### Personnalités liées à la commune
- Ewen Meaker célèbre joueur de padel britannique.